# Дермань Друга
Де́рмань Друга (у 1946—1989 роках — Устенське Друге) — село в Україні, у Рівненському районі Рівненської області. Населення становить 985 осіб. Раніше було центром Дерманської Другої сільської ради.
Раніше називалося Устенське Друге. Дермань — старовинне село на річці Устя. Нині — це два розташовані поруч села: Дермань Перша та Дермань Друга. 

## Історія
У 1906 році село Мізоцької волості Дубенського повіту Волинської губернії. Відстань від повітового міста 40 верст, від волості 8. Дворів 515, мешканців 3480.

## Населення
Згідно з переписом УРСР 1989 року чисельність наявного населення села становила 1211 осіб, з яких 528 чоловіків та 683 жінки.
За переписом населення України 2001 року в селі мешкали 1063 особи.

### Мова
Розподіл населення за рідною мовою за даними перепису 2001 року:
| Мова       | Відсоток |
| ---------- | -------- |
| українська | 99,28 %  |
| російська  | 0,63 %   |
| білоруська | 0,09 %   |

## Природа
У селі та його околицях розташовані природоохоронні об'єкти: Дермансько-Мостівський регіональний ландшафтний парк, Дерманська (пам'ятка природи), Джерело «Батиївка», 300-річні липи, 400-річний каштан.

## Відомі люди
У селі народились:
- Брік Андрій Васильович (1987—2015) — старший солдат Збройних сил України, учасник російсько-української війни
- Дзюбенко Володимир Васильович — діяч УПА, командир загону у ВО-1 «Заграва»
- Кирилюк Василь Макарович (1924) — вояк УПА
- Самчук Улас Олексійович — український письменник
- Тен Борис — український письменник